# Friedrich Karl von Zitzewitz-Muttrin
Friedrich Karl Wilhelm Ernst Nikolaus von Zitzewitz (né le 19 février 1888 au manoir de Muttrin et mort le 26 janvier 1975 à Bonn) est un avocat, officier, propriétaire terrien et homme politique allemand (DNVP).

## Biographie
Friedrich-Karl est membre de la famille noble de Poméranie von Zitzewitz et est le fils du propriétaire foncier et paysagiste prussien Friedrich-Karl von Zitzewitz (de). Après l'école, il étudie le droit de 1907 à 1910 à l'université Robert-Charles de Heidelberg et à l'université rhénane Frédéric-Guillaume de Bonn. Il réussit le premier examen d'État en droit et travaille comme stagiaire au tribunal de Cologne à partir de 1909. Il effectue ensuite son service militaire au sein du 7e régiment de hussards et prend part à la Première Guerre mondiale en tant qu'officier. Après le deuxième examen d'État légal en 1917, il est nommé évaluateur du gouvernement et travaille ensuite comme ouvrier non qualifié pour le commissaire d'État prussien à l'alimentation publique.
À partir de 1921, von Zitzewitz possède des domaines seigneuriaux à Muttrin, Kottow et Jamrin dans l'arrondissement de Stolp. En outre, il est directeur général du principal bureau de tutelle agricole à Berlin. Von Zitzewitz est député du Reichstag depuis le 30 septembre 1924, date à laquelle il remplace le défunt député Gustav Malkewitz, jusqu'en décembre 1924. Au parlement, il représente la circonscription de Poméranie. En 1930/31, il est membre du Conseil d'État prussien. Il est arrêté par la Gestapo après l'attentat du 20 juillet 1944, accusé d'avoir participé au cercle Reusch (de), et inculpé en janvier 1945 par le Tribunal Populaire sous la direction de son président Freisler. Après la Seconde Guerre mondiale, il s'installe en Allemagne de l'Ouest et s'installe à Bonn, où il meurt le 26  janvier 1975.
Friedrich-Karl von Zitzewitz est marié à Bertha baronne von Plettenberg (de) depuis 1920, avec qui il a trois filles et deux fils. Parmi ses enfants se trouve Friedrich-Karl von Zitzewitz-Muttrin junior (1924-1966), qui perd la vie dans le crash du vol Lufthansa 005 (de) à Brême.
Friedrich-Karl von Zitzewitz est membre du Corps Saxo-Borussia Heidelberg (1908), du Corps Borussia Bonn (1909), du Corps Hansea Bonn (1953) et du Corps Starkenburgia (de) (1953),.
Il est chevalier d'honneur de l'Ordre de Saint-Jean à partir de 1921, puis chevalier en droit en 1935, secrétaire de l'ordre de 1953 à 1971, et membre de la coopérative provinciale de Poméranie.

## Travaux
- Wirtschaftliche Betrachtungen zur Osthilfe. Deutsche Verlagsgesellschaft, Berlin 1932.
- Bausteine aus dem Osten. Pommersche Persönlichkeiten im Dienste ihres Landes und der Geschichte ihrer Zeit. Gerhard Rautenberg, Leer 1967.